# Lelek lesní
Lelek lesní (Caprimulgus europaeus) je druh ptáka z řádu lelků a společně s podobným lelkem rudokrkým jediný zástupce tohoto řádu vyskytující na území Evropy. Hnízdní areál rozšíření druhu je však o poznání větší a vedle Evropy zahrnuje rovněž severozápadní Afriku a velkou část Asie východně až po Zabajkalsko a střední Asii. Za hnízdní habitat lelkovi lesnímu slouží různé typy stanovišť kombinující rozlehlejší otevřené plochy bez hustého podrostu s roztroušenými stromy; typicky se jedná o otevřená vřesoviště, lesní mýtiny či mladé stromové plantáže. Náleží mezi tažné druhy ptáků migrující na dlouhou vzdálenost se zimovišti v subsaharské Africe.
Lelek lesní je pták o něco menší než kos s dlouhými úzkými křídly a ocasem, velkýma očima a nápadně krátkým zobákem, který dokáže široce rozevírat. Zbarven je nenápadně, což plní maskovací účel. Den tráví vsedě na větvích stromů či na zemi s tím, že za soumraku vyráží lovit hmyz za obratného letu v otevřeném terénu. Hnízdo lelek nestaví a 2 světlá, tmavě mramorovaná vejce klade přímo na zem na jehličí, listí nebo jenom písek. Kvůli umístění na zemi jsou vejce i mláďata dosti zranitelná a nezřídka se stávají kořistí řady predátorů, což je důvodem, proč se mladí ptáci na místě vylíhnutí zdržují pouze 2–3 dny a následně se rozptylují do blízkého okolí. Samostatnosti dosahují po péči poskytované oběma rodiči ve stáří 31–34 dnů.
Mezinárodní svaz ochrany přírody hodnotí lelka lesního jako málo dotčený taxon s tím, že globální populaci druhu v posledních dekádách považuje za ubývající. Hlavními příčinami tohoto poklesu jsou ztráta přirozeného habitatu, používání pesticidů vedoucí ke snižování dostupnosti potravy a rušení na hnízdištích. Na území Česka je rozšíření lelka lesního pouze ostrůvkovité a jeho populace dlouhodobě klesající.

## Systematika
Druh prvně formálně popsal švédský přírodovědec Carl Linnaeus v roce 1758 v desátém vydání svého díla Systema Naturae pod binomickým jménem Caprimulgus europaeus. Rodové jméno, Caprimulgus, vychází z latinského capra („koza“) a mulgere („dojit“) s odkazem na rozšířenou pověru, podle níž měl lelek v noci svým širokým zobákem dojít mléko koz v chlévech (tato nepříliš lichotivá asociace pravděpodobně vznikla kvůli zvyku lelka pohybovat se v noci poblíž hospodářských zvířat, kolem kterých se vždy vyskytovalo větší množství hmyzu). Ze stejné premisy vychází například i německý název druhu Ziegenmelker (v doslovném překladu Kozodoj). Druhové jméno v latině, europaeus, pak znamená „evropský“.
Vznik českého názvu lelek je nejistý. Jednou z variant je onomatopoický původ, vycházející buď z hlasu (viz srbské a chorvatské lelekati, tedy „naříkat“), nebo příp. pohybu tohoto ptáka (staroruské lelětati znamená „houpat“). Rovněž v češtině se v minulosti v souvislosti s lelkem používalo označení kozodoj, a to buď samostatně, nebo ve variantě lelek(–)kozodoj.
Rod Caprimulgus je s 37 druhy nejpočetnějším rodem čeledi lelkovitých, která je zároveň jedinou čeledí celého řádu lelků. V Evropě se z lelků vedle lelka lesního pravidelně vyskytuje už jen lelek rudokrký (C.  ruficollis), jenž obývá Pyrenejský poloostrov; většina ostatních zástupců rodu žije v tropickém pásmu Afriky, Asie a Australasie. Lelek lesní tvoří superdruh s lelkem rezavolícím (C. rufigena) a lelkem východoafrickým (C. fraenatus).

### Poddruhy
Lelek lesní je polytypický druh s 6 poddruhy:
- C. e. europaeus Linnaeus, 1758 – střední a severní Evropa po centrální, severní a jihocentrální Sibiř
- C. e. meridionalis Hartert, 1896 – jižní Evropa a severní Afrika po Kavkaz a severozápadní Írán
- C. e. sarudnyi Hartert, 1912 – Kazachstán a západní Sibiř
- C. e. unwini Hume, 1871 – Irák a Írán po Turkmenistán a Uzbekistán
- C. e. plumipes Przevalski, 1876 – severozápadní Čína po západní a jižní Mongolsko
- C. e. dementievi Stegmann, 1949 – severovýchodní Mongolsko po jihocentrální Sibiř

Zeměpisná proměnlivost je zčásti klinální, projevující se zmenšováním velikosti od severu k jihu.

## Popis
Středně velký druh lelka, dosahující poněkud větší velikosti než kos. Podobně jako všichni lelci se vyznačuje vzhledem k tělu velkou plochou hlavu, velkýma očima, krátkým krkem, dlouhými úzkými křídly a ocasem a velmi krátkýma slabýma nohama s prsty spojenými krátkou blánou. Dráp prostředního prstu na každé noze má na straně řadu menších výstupků, připomínající malý hřebínek. Zobák je velmi krátký, ale lelkové jej dokáží extrémně široce rozevřít, a to jak vertikálně, tak horizontálně. U kořene zobáku jsou dlouhé citlivé štětiny, sloužící k lokalizaci nebo lepšímu nasměrování kořisti směrem do zobáku. Délka těla dosahuje 25–28 cm a rozpětí křídel 52–59 cm. Ocas je dlouhý 129–146 mm a zobák 7,5–9,5 mm. Hmotnost se pohybuje mezi 56–101 g.
Zbarvení je nenápadné, vesměs hnědé a béžovobílé, šedě a černě skvrnité. Svrchní část těla je šedohnědá, černohnědě pruhovaná, s nevýrazným pískově hnědým límcem vzadu na krku. Malé krovky jsou hnědé, jemně skořicově nebo tmavě hnědě skvrnité. Zbytek krovek je šedohnědý, hnědě skvrnitý. Po obou stranách spodní části hrdla je bílá skvrna. Spodina těla je okrově žlutá s jemným příčným tmavým pruhováním. Obě pohlaví jsou zbarvena podobně; vzlétnuvší samec se pozná podle nápadné bílé skvrny na každé z prvních třech (výjimečně čtyřech) vnějších ručních letek a bílých špiček dvou párů vnějších rýdovacích per, zatímco u samic tyto znaky chybí. Rozsah bílé u samců na konci nejkrajnějšího z rýdovacích per se mírně zvětšuje s věkem (u jednoletých ptáků je skvrna méně než 2,7 cm velká, u dvou– až tříletých jedinců dosahuje 2,8–3,5 cm a u starších ptáků více než 3,7 cm). Mladý pták se podobá samici, ale je celkově světlejší. Zobák je černý, duhovky tmavě hnědé a nohy a prsty hnědé nebo masově hnědé. 

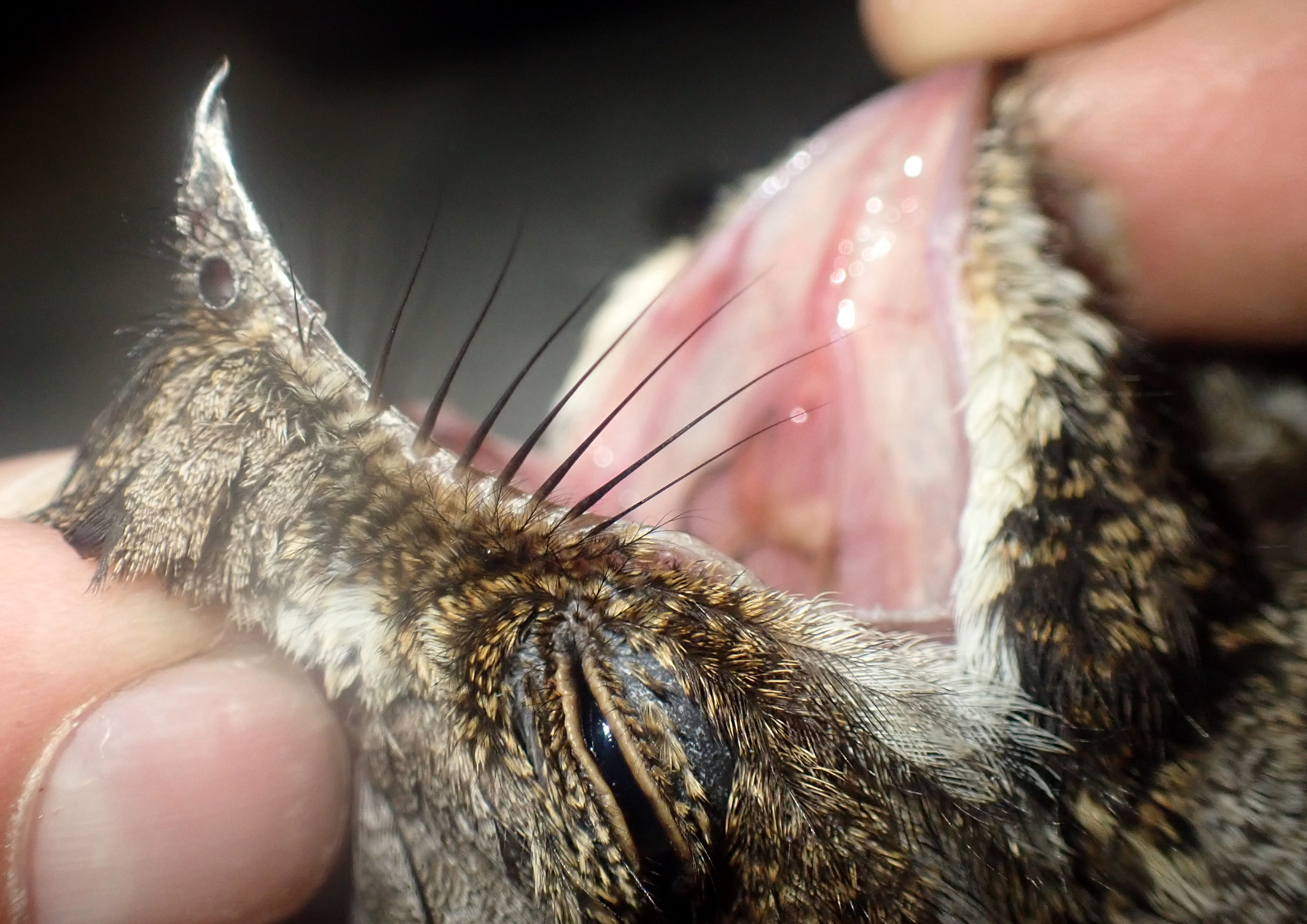
Detail hlavy s otevřeným zobákem a dobře patrnými štětinami u jeho kořene
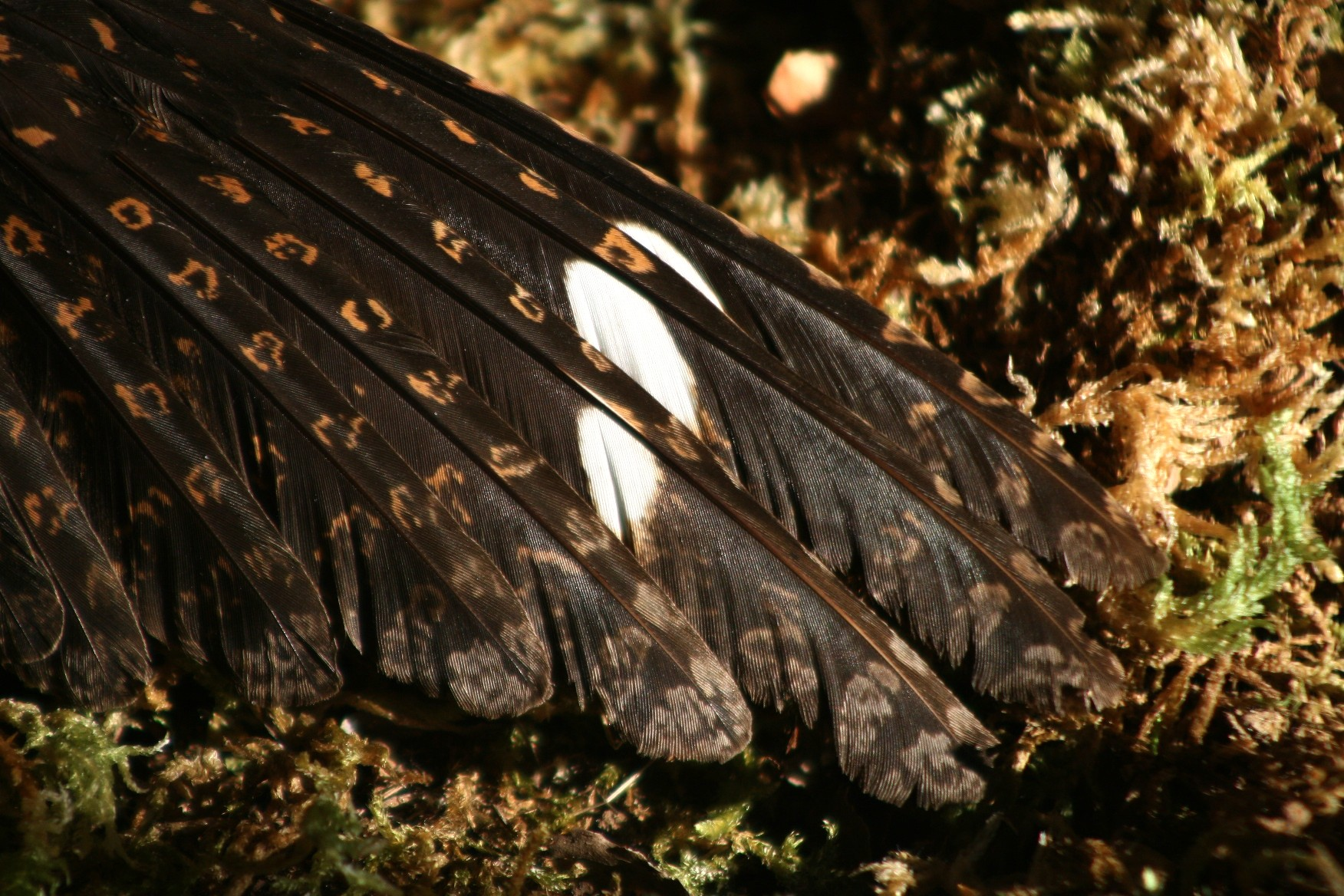
Detail křídla samce s bílou skvrnou na 3 ručních letkách
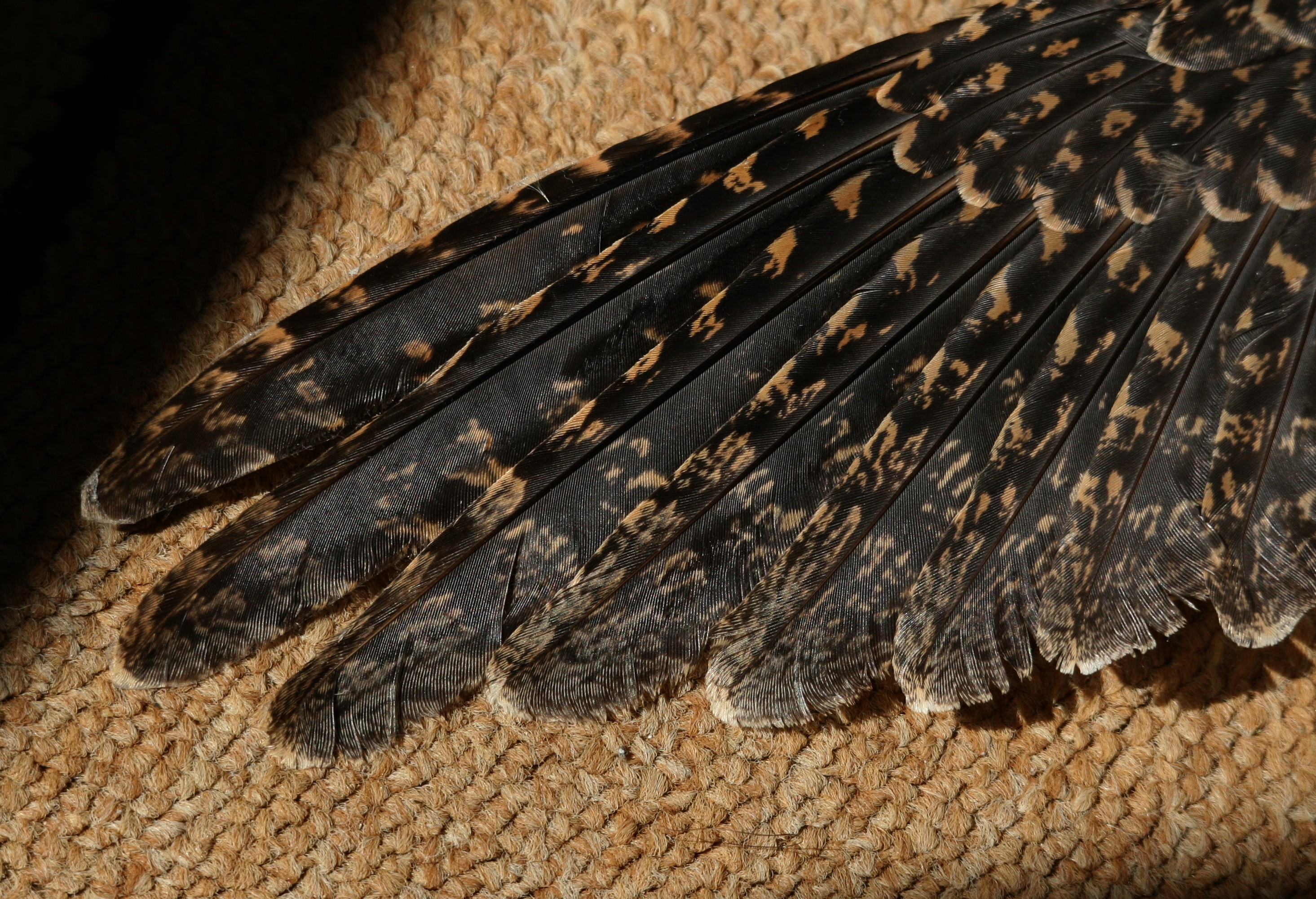
Detail křídla samice
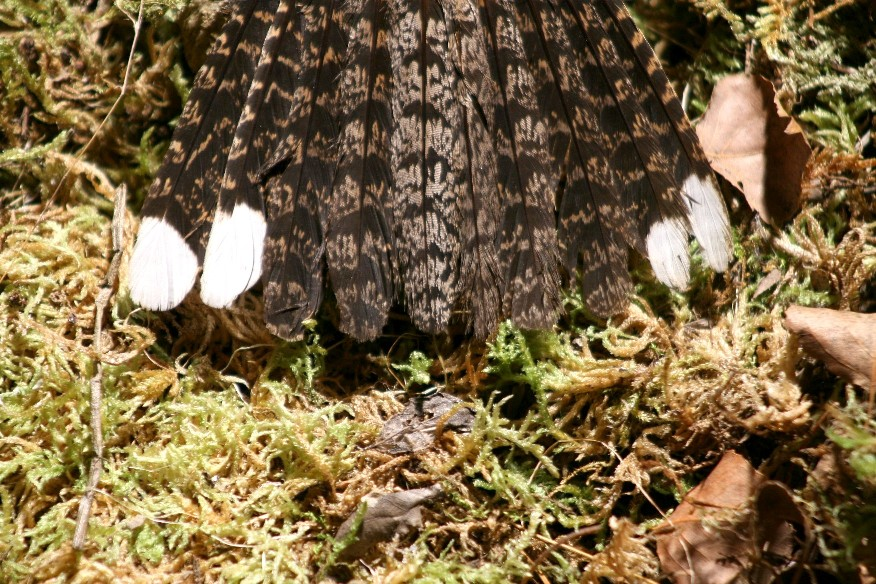
Detail ocasu samce s bílými špičkami vnějších rýdovacích per

## Rozšíření a stanoviště
Lelek lesní má palearktický typ rozšíření s areálem zahrnujícím severozápadní Afriku (Maroko, Alžírsko, Tunisko), většinu Evropy (severně přibližně po 63° až 64° s. š.) a velkou část Asie východně přes Sibiř až po jihozápadní Zabajkalsko a střední Asii (Xinjiang, Vnitřní a Vnější Mongolsko). Jižní hranice areálu rozšíření prochází Krétou, Malou Asií, Kyprem, severní Sýrií, severním Irákem, Íránem a Pákistánem. Jako zatoulanec byl hlášen i z Islandu, Faerských ostrovů, Azor, Madeiry, Kanárů a Seychel.
V rámci rozlehlého areálu rozšíření k hnízdění využívá řadu stanovišť, od tvrdolistého lesa v oblasti Středomoří po tajgu a step v Asii. Obecně se vyhýbá otevřené krajině zcela bez stromů, stejně jako uzavřeným lesnatým plochám. Na hnízdišti preferuje kombinaci rozlehlejších otevřených ploch bez hustého podrostu s aspoň několika stromy nebo jinými posedy, což v západní a střední Evropě vede k přednostnímu osídlování nízko položených vřesovišť s rozptýlenými stromy, nedávno vykácených lesů, rozlehlých lesních mýtin, mladých stromovým plantáží a okrajů rašelinišť, ale také písečných dun, štěrkovišť nebo průmyslových skládek. Konkrétně ve středoevropských podmínkách jsou důležitým habitatem bory na píscích. V Maroku a Alžírsku často hnízdí na kamenitých a skalnatých kopcích s roztroušenými keři či stromy. Studie provedená ve Velké Británii uvádí na hnízdišti potřebu alespoň 2 ha otevřené půdy a preferenci volných ploch lemovaných stromy. Ve střední Evropě většina populace hnízdí zhruba do 800 m n. m., ale lokálně vystupuje do 1800 m n. m. V Maroku je jako hnízdič znám až do zhruba 2700 m a na Kavkazu a v Arménii do 2200–2500 m n. m. Na zimovištích se podobně jako v hnízdním obdobím vyhýbá hustě zarostlým stejně jako otevřeným oblastem zcela bez stromů, přičemž může být zaznamenán v celé řadě habitatů, od stálezelených lesů, lužních lesů po suché akáciové stepi v nadmořské výšce do 3000 m a patrně i výše.

### Výskyt v Česku
Na území Česka lelek hnízdí pravidelně, ale značně ostrůvkovitě spíše v nižších polohách (na Šumavě nejvýše do 900 a v Krkonoších patrně už jen do 650 m n. m.). Početnější populace se nacházejí hlavně na Hodonínsku, v severních Čechách (Českolipsko) a v jižních Čechách (Třeboňsko).

## Biologie a ekologie
Lelek lesní je skrytě žijící pták, který den tráví typicky ve více či méně horizontální poloze na jehličí a listí na zemi, odumřelých spadaných větvích, pařezech, kamenech nebo větvích stromů ve výšce až do přibližně 10 m nad zemí, využívajíce přitom svého maskovacího zbarvení, díky němuž většinou skvěle splývá s povrchem. Denní místo odpočinku se obvykle nachází aspoň částečně ve stínu a ukáže-li se jako bezpečné, nezřídka je využíváno opakovaně po delší dobu. Se soumrakem lelek toto místo opouští a vydává se lovit potravu, přičemž je aktivní až do rozbřesku (s obvyklým poklesem aktivity uprostřed noci). Za oblačného počasí může být na hnízdištích i zimovištích aktivní také přes den, typicky ale nejdříve pozdě odpoledne. Při lovu se většinou vyskytuje samostatně, avšak na oblíbených potravních stanovištích je možné pozorovat i volná hejna až o 15 ptácích.
Je-li lelek přes den vyrušen, protáhne tělo a s narovnanou, mírně skloněnou hlavou a přivřenýma očima spoléhá na své maskovací opeření. V případě přiblížení se vetřelce na příliš krátkou vzdálenost odlétá, a to buď zcela tiše, nebo za doprovodu poplašného hlasu a nezřídka i pronikavého tlesknutí křídly, aby znovu přistál různě (až 40 m) daleko od místa vzletu. Někdy se po vyplašení okruhem vrátí nedaleko původního místa, aby odtud záhy vzlétl znovu. V letu může být mobbován ptáky a netopýry. Při vyrušení na „hnízdě“ dospělý pták instinktivně v prvé řadě spoléhá na maskovací zbarvení, ale může se uchýlit i k aktivní taktice odlákání predátora prostřednictvím simulování zranění křídla, kdy začne poletovat po zemi nebo nízké vegetaci s jedním či dvěma volně svěšenými křídly a snaží se tak zaujmout predátorovu pozornost a postupně jej odlákat dostatečně daleko od potomstva. Na zemi při odstrašujícím postoji dospělí lelci i odrostlejší mláďata natáhnou tělo, načepýří se, roztáhnou křídla, rozevřou zobák a vydávají syčivý zvuk.
Let lelka je nehlučný a lehký, prokládaný stoupáním, krátkým třepotáním, prudkými otočkami za kořistí a fázemi klouzání s křídly drženými nahoře ve tvaru písmene V. Od sov se ve vzduchu pozná podle špičatějších křídel a nápadně delšího ocasu. Na zemi působí poněkud neohrabaně a jakoby „šouravou“ chůzí se přesouvá jen na krátké vzdálenosti.

### Migrace
Lelek lesní je striktně tažný pták se zimovišti v tropické a jižní Africe a možná i v Ománu a Pákistánu (zdejší záznamy o zimování zůstávají nepotvrzené). Zatímco západoevropské populace při každé cestě na zimoviště a zpět urazí vzdálenost minimálně 7100 km, u mongolských populací je to přibližně dvojnásobek. Podrobnějších informací o průběhu tahu i cílových destinacích lelků je však dodnes poměrně málo. Data získaná od ptáků opatřených GPS lokátory dokazují, že západoevropské populace se přesouvají přes východní Atlantik a Středozemní moře na zimoviště převážně ve střední Africe, zatímco lelci z Mongolska překonávají střední Asii, Africký roh a východní pobřeží Afriky a míří na jihovýchod kontinentu. Přestože hnízdiště ptáci ze západní Evropy i Mongolska na podzim opouští přibližně ve stejné době (v západní Evropě je medián odletu 20. srpna a v Mongolsku 18. srpna), na zimoviště ti mongolští přilétají přibližně o měsíc později (koncem listopadu a začátkem prosince). Podobný rozdíl v načasování mezi oběma populacemi je patrný také během jarní migrace při příletu na hnízdiště, který v západní Evropě připadá v průměru na začátek května a v Mongolsku na počátek června. Ptáci hnízdící v Česku na podzim odlétají od poloviny září s maximem posledních výskytů koncem září a počátkem října, a na jaře přilétají od druhé poloviny dubna s maximem v květnu. Jediný český nález kroužkovaného ptáka dokládajícího migrační chování pochází ze začátku ledna z území jižního Španělska, což překvapivě naznačuje jihozápadní směr migrace v Česku hnízdících lelků. Z Česka rovněž existují důkazy o průtahu ptáků původem ze severní Evropy.
Průměrná rychlost tahu na jaře u západoevropských populací dosahuje 135 (119–162) km/den a na podzim 116 (99–131) km/den. Lelek migruje obvykle v noci jednotlivě nebo ve volných hejnech, které mohou čítat i více než 20 ptáků. Příležitostně táhne i přes den, ale ne v tak velkých počtech (1–3 ptáci).

### Vokalizace
Ozývá se hlavně během hnízdního období od soumraku do úsvitu. Běžným hlasem slyšitelným zejména v letu je „krruit“ připomínající žábu, ale zvučnější. Samec v toku vydává výrazné, střídavě stoupající a klesající drnčivě cvrčivé „irrrrrrrurrrrrrrr–urrrrrrirrrrrr...“, přednášené v dlouhých úsecích trvajících desítky sekund i několik minut a přerušované jenom krátkými pomlkami (zaznamenáno je volání trvající přes 19,5 minut s jen několika nedlouhými pauzami). Toto volání, slyšitelné i na více než kilometrovou vzdálenost, je přednášeno vsedě typicky z vysoko položeného místa a samec má při něm téměř zavřený zobák (při bližším pohledu je patrný rychlý pohyb čelistí, hlavně té spodní). Objeví-li se v blízkosti samice, cvrčení někdy přechází v pronikavé „fiorr, fiorr“ zakončené chrastivým „zakašláním“, připomínající zvuk porouchaného motoru. Během kopulace se samec občas ozývá mumlavým hlasem a samice vydává „kwik–wik–wik“. Při toku a někdy i vyplašení nebo sporu s jiným lelkem v letu nad tělem tleská křídly (samci častěji než samice), a to jednotlivě nebo v sériích až 25 tlesknutí za sebou. U samce chovaného v zajetí byly první pokusy o tleskání křídly pozorovány ve stáří přibližně 5 týdnů.

### Rozmnožování

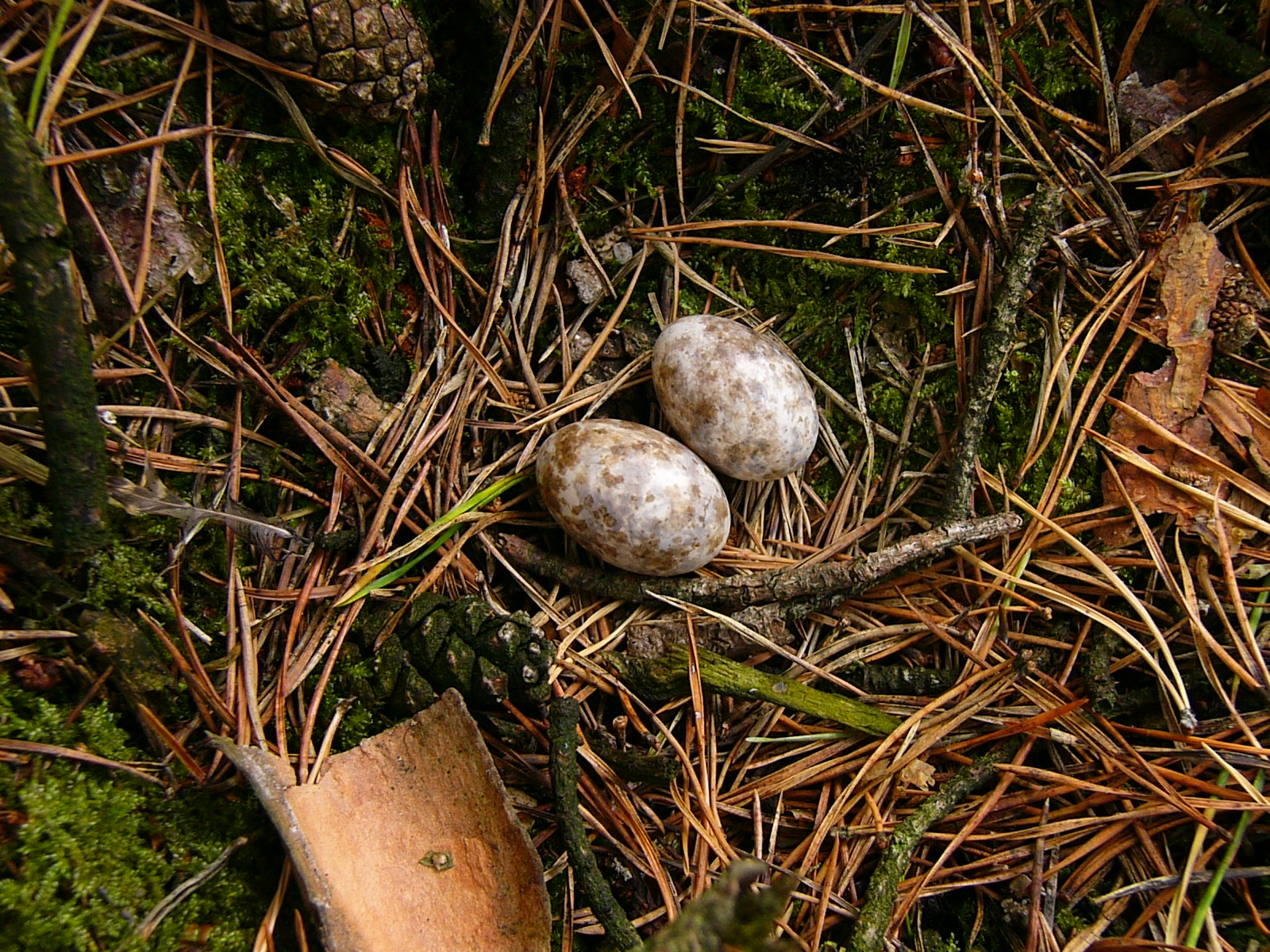
Vejce lelka lesního

Pohlavní dospělost nastává ve druhém roce života. Samci na hnízdiště přilétají v průměru o 10 (1–20) dnů dříve než samice a volí revír, který následně představují potencionálním družkám. Hnízdění probíhá monogamně, přičemž trvalost svazku v rámci páru se předpokládá pouze na jednu sezónu (o déletrvajících svazcích chybí důkazy). Pozorovány byly též případy krmení mláďat jinou samicí nežli tou vlastní, které dodnes nejsou vyjasněny. Velikost okrsku, který slouží jako místo pro námluvy, páření, hnízdění a odchov potomstva, může být různá, ale obvykle se uvádí v rozsahu 3,1–6,7 (1,5–32) ha. Na začátku sezóny je možné nad hnízdištěm pozorovat nápadné svatební lety, doprovázené častým cvrčivým voláním, tleskáním křídly, snášením se s křídly šikmo vztyčenými nad zády a vějířově roztaženým ocasem. Součástí námluv je také vystavování výrazných bílých skvrn na křídlech a ocase samcem. Páření probíhá obvykle na zemi, ale popsáno je i na vyvýšené větvi stromu.
Hnízdní sezóna na většině areálu rozšíření trvá od konce května do srpna, ale někde začíná dříve (např. v západním Pákistánu se jedná o duben až červenec). Ve středoevropských podmínkách je běžné dvoje hnízdění do roka s tím, že v některých dalších částech areálu hnízdí pouze jednou ročně.
Hnízdo nestaví; vejce klade přímo na podklad v podobě jehličí, listí, mechu, vřesu nebo jen písku. Nejčastěji se tak děje na světlinách a pasekách v borovém lese, řidčeji též v lese smrkovém nebo smíšeném. Lelek má i přes absenci hnízda natolik silné pouto ke konkrétnímu místu hnízdění, že dojde-li k přesunu jeho vajec byť jen o 15 cm, pták změnu nezaregistruje a stále má tendenci usedat na místo, kde byla vejce původně nakladena. Snůška čítá pravidelně 2 vejce – méně (1) nebo více (3–4) vajec jsou vyloženou výjimkou a u početnějších snůšek není vyloučena účast dvou samic. Vejce lelka jsou hladká, málo lesklá, mléčně bíle nebo slabě našedle zbarvená se šedými nebo hnědými obláčky, zákrutami a vlasovkami a hnědými až černohnědými, ostře ohraničenými skvrnami a zákrutami, takže působí mramorovaným dojmem. Průměrná velikost dosahuje 30,9 x 22,2 mm a hmotnost 7,95 g. Snášení vajec probíhá v intervalu přibližně 36–48 hodin a inkubace začíná po snesení prvního z nich s tím, že je zajišťována oběma rodiči (většinově samicí, kterou samec pravidelně večer a ráno pro účel nakrmení se střídá). Inkubace vajec trvá 17–18 (21) dnů, mláďata se líhnou v intervalu delším než 24 hodin. Na hnízdě se zdržují pouze 2–3 dny, načež se rozptylují do blízkého okolí. Jejich krmení zajišťují oba rodiče pouze v noci. Jedná-li se o mláďata z prvního hnízdění v době, kdy již samice zasedla na druhé snůšce, péči o ně přebírá samec.

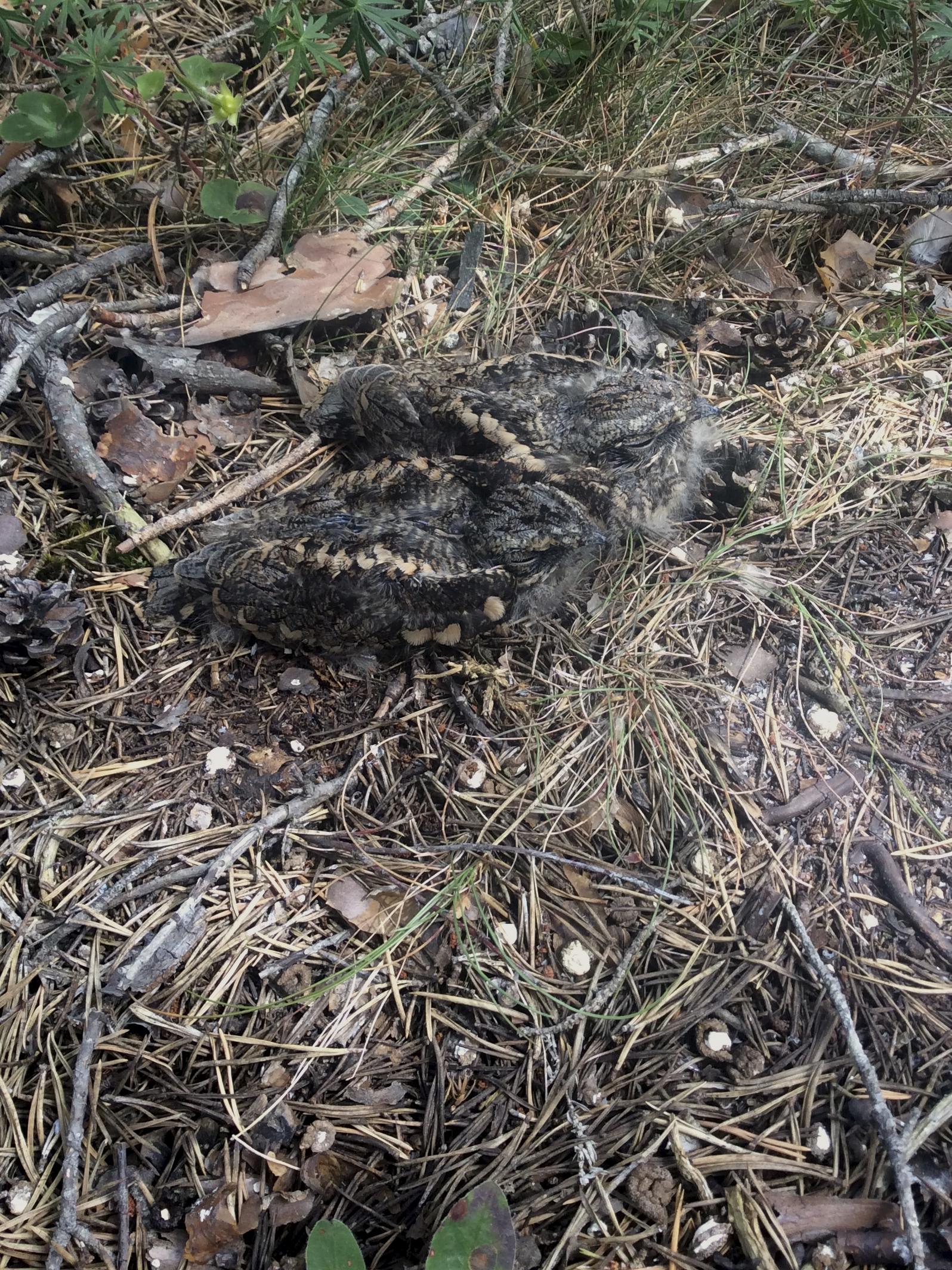
Odrostlejší mláďata na zemi díky maskovacímu zbarvení skvěle splývají s povrchem

Vzletnosti dosahují po 16–18 dnech a samostatná jsou ve stáří 31–34 dnů.

### Úmrtnost, dožití
Ze 47 hnízdění lelka lesního dokumentovaných na deseti lokalitách ve Velké Británii bylo úspěšných 40 % (19) z nich. Významný zdroj ztrát zde představovala predace, která byla často přímo či nepřímo zapříčiněna lidmi venčícími psy (zdokumentovány byly jak případy, kdy pes hnízdění zmařil sám, tak situace, kdy došlo k vyplašení sedící samice, která v důsledku toho – často za doprovodu poplašného volání přitahujícího další pozornost potencionálních nepřátel – „hnízdo“ opustila a zanechala vejce či mláďata nezakryta a nestřežena, což vedlo k predaci). Vedle psa domácího mezi další z řady predátorů stojícími za ztrátami na „hnízdech“ patří krkavcovití, puštík obecný a další sovy, liška obecná, ježci a lasice kolčava.
Roční míra přežití dospělých ptáků dosahuje v průměru 70 % a průměrný věk 4 roky. Nejvyšší zdokumentovaný věk kroužkovaného ptáka přesahuje 12 let a 1 měsíc.

### Potrava
Potravu tvoří široká škála létajícího hmyzu, s dominantním zastoupením motýlů a brouků. Z motýlů jde mj. o noční motýly z čeledí Hepialidae, Cossidae, Pyralidae, Arctiidae, Lymantriidae, Geometridae či Noctuidae, z brouků o zástupce čeledí Carabidae, Dytiscidae, Scarabaeidae, Geotrupidae, Elateridae, Copridae a dalších. Mezi další hmyzí řády zastoupené v potravě patří dvoukřídlí, jepice, polokřídlí, blanokřídlí, síťokřídlí, vážky, rovnokřídlí a chrostíci; z jiných bezobratlých pak pavouci a roztoči. Rostlinný materiál, který byl v žaludcích rovněž zdokumentován, byl pravděpodobně pozřen omylem.

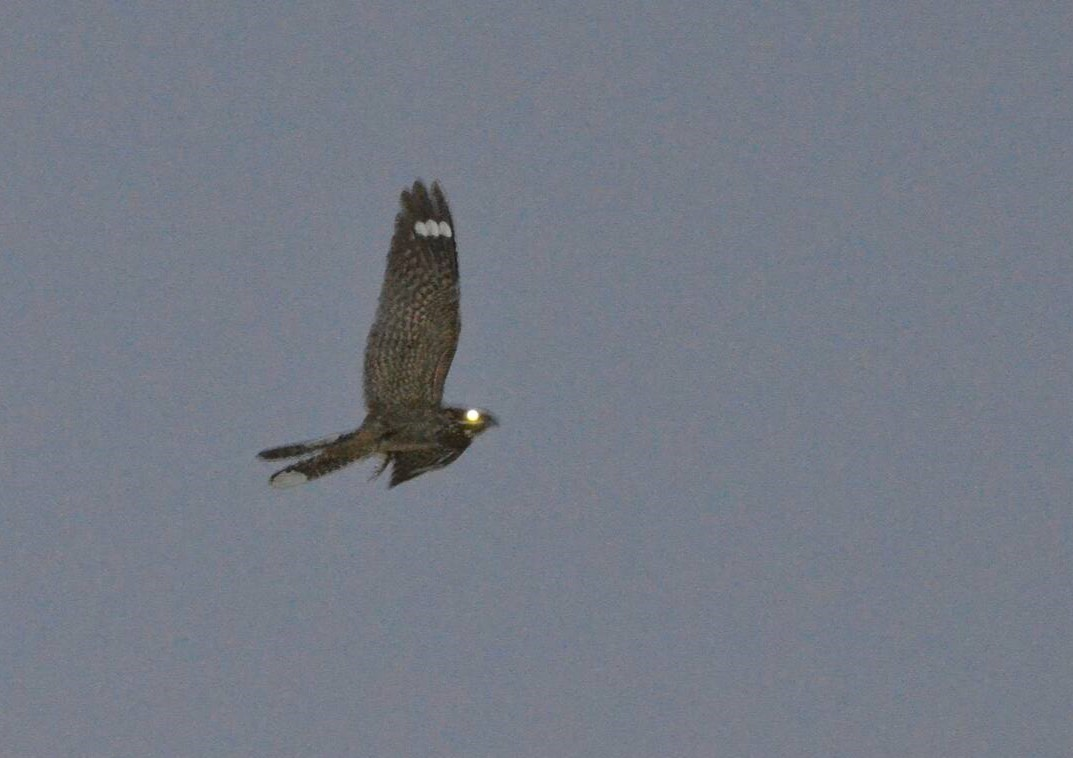
Samec lelka lesního v letu za tmy s dobře zřetelnými bílými skvrnami v křídlech a na rozích ocasu

Rozborem žaludků ptáků v Anglii bylo v potravě zjištěno 49 % nočních motýlů, 38 % brouků a 13 % dvoukřídlých. V potravě mláďat v Německu bylo analýzou 74 vzorků získaných pomocí krčních prstenců identifikováno dohromady 3935 ks hmyzu, které patřily 179 druhům s dominantním zastoupením motýlů (62,4 %, především z čeledi Noctuidae), následovaných dvoukřídlými (12,2 %), brouky (7,7 %) a chrostíky (7,2 %). Složení potravy mláďat na hnízdě se liší v závislosti na fázi hnízdění s tím, že zpočátku jsou mladí lelci krmeni větším množstvím drobného hmyzu s měkkým tělem typu dvoukřídlých, než je tomu ve stáří 5–17 dnů, kdy se mezi kořistí zvyšuje podíl ostatního hmyzu. Malá mláďata byla zdokumentována při požírání vlastního trusu. Denní spotřeba potravy u dospělých ptáků dosahuje 17 g a u mláďat 10–11 g.
Lelek kořist loví na otevřených stanovištích a lesních mýtinách a okrajích, přičemž je přitahován umělým osvětlením, chlévy s hospodářskými zvířaty a dalšími místy se zvýšeným výskytem hmyzu. Většiny kořisti se zmocňuje v letu typicky nepříliš vysoko nad zemí (jen vzácně nad korunami stromů), kdy po ní chňape zobákem a polyká ji celou. Někdy též podniká za kořistí výpady z vyvýšeného posedu podobně jako lejsek nebo sbírá hmyz ze země a vegetace. Nestravitelných částí se zbavuje v podobě vývržků o rozměrech cca 10 × 14 × 17 mm.
Při špatných potravních podmínkách může lelek upadnout do torporu, což je stav, v rámci kterého dochází ke snížení tělesné teploty, srdečního pulsu a dechové frekvence. Bližší podrobnosti o tomto jevu však pochází výhradně od ptáků chovaných v zajetí, neboť ve volné přírodě je jeho pozorování značně obtížné. Na podzim ptáci obvykle disponují velkými tukovými zásobami, díky nimž jsou schopni přežít bez příjmu potravy několik dnů; u jednoho v zajetí chovaného lelka bylo pozorováno celkem osmidenní hladovění bez zjevných negativních dopadů.

## Ohrožení a ochrana
Mezinárodní svaz ochrany přírody (IUCN) hodnotí lelka lesního jako málo dotčený druh. V Evropě, která představuje přibližně 40 % globálního areálu rozšíření druhu, je velikost populace odhadována na 614 tisíc až 1,1 milionu volajících samců a považuje se za stabilní. Globálně je druh nicméně považován za ubývající, což bývá přičítáno pokračující ztrátě přirozeného habitatu, používání pesticidů vedoucí ke snižování dostupnosti potravy a rušení na hnízdištích.
Pro lelka lesního jsou typické výrazné populační výkyvy způsobené změnou struktury lesa. Zkušenosti z terénu ukazují, že otevřené plochy v lese vzniklé v důsledku kácení, větrných polomů, požárů či hmyzích kalamit lelek využívá přibližně po dobu 10–15 let do doby, než stačí opětovně zarůst a pro lelka se stanou nevhodné. Naopak nově vzniklá potencionálně vhodná stanoviště dokáže osídlit relativně rychle, což může vést k nečekanému nárůstu lokální populace.
Stavy v Česku dlouhodobě klesají, podobně jako obsazenost lokalit. V období let 1973–77 byl lelek zjištěn na 34 % plochy Česka, zatímco v období let 1985–89 to bylo již jen 23 % plochy. Početnost byla v letech 1985–89 odhadnuta na 600–1200 párů a mezi lety 2001–03 na 400–700 párů.

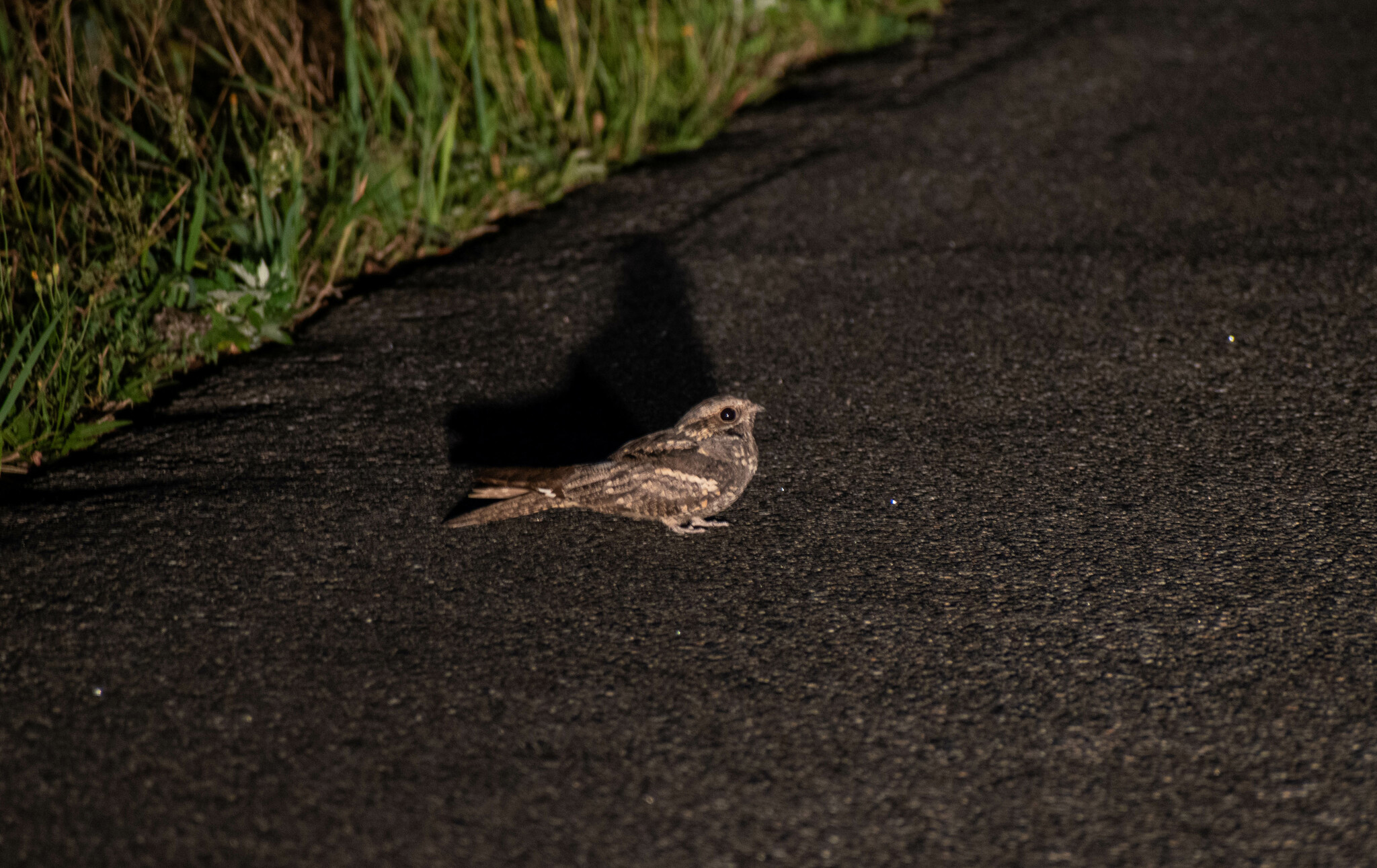
Lelek lesní často sedá na cesty a silnice, což se mu může stát osudným

Lelek lesní je uveden v příloze I směrnice EU o ptácích, a je proto chráněn i na evropské úrovni. Podle čl. 4 odst. 1 této směrnice musí členské státy vymezit lokality typu chráněných území soustavy Natura 2000, která jsou co do počtu a rozlohy nejvhodnější pro ochranu uvedených druhů. V Česku mezi ptačí oblasti, v nichž je lelek lesní předmětem ochrany, patří: Bzenecká Doubrava – Strážnické Pomoraví, Českolipsko – Dokeské pískovce a mokřady, Doupovské hory a Třeboňsko. Při monitoringu v roce 2008 byly ze zmíněných lokalit největší populace zaznamenány na území Ptačí oblasti Bzenecká Doubrava – Strážnické Pomoraví, kde hnízdilo nejméně 55–60 párů (tedy více než 10 % celostátní populace), spolu s Ptačí oblastí Českolipsko – Dokeské pískovce a mokřady, kde bylo napočítáno 35–40 párů. Lelek lesní v Česku zároveň podle § 56 odst. 1 a 2 zákona č. 114/1992 Sb., o ochraně přírody a krajiny, náleží mezi zvláště chráněné druhy ptáků v kategorii silně ohrožených.
Novější studie podrobně popisují vysokou mobilitu druhu v hnízdním období, kdy se dospělí ptáci při hledání potravy běžně vzdalují i na kilometry vzdálené extenzivně obhospodařované travnaté plochy, které se ukazují jako klíčový potravní habitat nezbytný k zajištění dostatečného množství potravy pro úspěšný odchov potomstva (v jedné ze studií byla průměrná maximální vzdálenost lelků hledajících potravu 2603±1094 m od hnízdiště s tím, že domovské okrsky se rozprostíraly na ploše až 691 ha; literatura uvádí hledání potravy dokonce ve vzdálenosti až 6 km od hnízda). Pokračující pokles stavů tohoto ptáka v řadě evropských zemí tak může naznačovat nedostatečnost lokálních ochranářských opatření, která se omezují na hnízdní lokality, nezohledňují vysokou mobilitu lelků a kvůli tomu neuplatňují ochranu na všechna klíčová stanoviště.
V Česku se v rámci managementu ochrany druhu výslovně doporučuje nepoužívat pesticidy v jádrových lokalitách, nezvyšovat riziko kolizí s dopravními prostředky a hlukovou zátěž budováním dopravních komunikací procházejících klíčovými lokalitami, blokovat sukcesi ve stávajících i bývalých vojenských výcvikových prostorech, prosazovat takové lesní hospodaření, které podporuje věkovou a druhovou diverzitu porostu a chránit loviště jako jsou lesní mokřady nebo lesní okraje, louky apod.

## Vztah s lidmi
Nejrozšířenější pověrou spojenou s lelkem byla víra venkovanů v Evropě, že tento pták v noci přilétá do chlívů upíjet mléko hospodářským zvířatům, zvláště kozám, z čehož – jak již bylo uvedeno výše – vzniklo jeho pojmenování v řadě světových jazycích. Původ této pověry sahá až k Aristotelovi (384–322 př. n. l.), který ve svém díle Historia animalium lelka označuje jako kozodoje (aigothilas; γιδοβυζάτρα) a charakterizuje jej následovně:
Takzvaný kozodoj žije v horách; je o něco větší než kos a menší než kukačka; snáší dvě, maximálně tři vejce a je pomalé povahy. Přilétá ke kozám a saje jim mléko, od tohoto zvyku je odvozeno jeho jméno; říká se, že poté, co zvířeti vysaje struk, struk vyschne a zvíře oslepne! Ve dne je slabozraký, ale v noci vidí docela dobře.
Historia animalium, svazek IX
Aristotelův popis později převzal Plinius Starší v encyklopedii Naturalis historia (77 n. l.) s dovětkem, že lelek létá sát mléko za kozami do chlévů, což vedlo k další popularizaci této smyšlenky a dalo vzniknout velice rozšířené asociaci tohoto nočního ptáka navštěvujícího chlévy.
Kolem nepříliš probádaného lelka se v minulosti šířily také další pověry, včetně víry, že jeho noční volání je projevem čarodějnic, skrývajících se v křoví.
V českém překladu Brehmova Života zvířat (1888) se o lelkovi lze dočíst mj. následující:
Španělé nazývají lelka kozodoje Engaña-pastor, česky „klamatelem pastýřův“, a to vším právem, poněvadž pastýři nejčastěji se s nimi stýkají. Stádo pasoucí se vyplaší lelka, pták letící upoutá na sebe zraky pastýřovy, i spěchá tam, kde onen zapadl, najde ho také a myslí, že ho dostane snadno, přiblíží se k ospalci až na půl metru, napřahuje naň ruku, aby ho lapil, a stiskne – prázdnou dlaň. Lelek viděl dobře svého nepřítele, pozoruje mžouravým okem každý jeho pohyb; ale uznal za dobré, stavěti se, jakoby byl pohroužen v nejtvrdší spánek, a těší se věru z toho srdečně, že oklamal opět jedenkráte pána přírody. (…)
 Jen v jižní Evropě, kde téměř všichni živoucí neb alespoň všichni jedlí živočichové padají žaludku lidskému za oběť, pronásledují také lelka kozodoje, aby ho upravili v kuchyni. U nás nepronásleduje ho, kromě přírodozpytce, nikdo, leč jen některý zlomyslný lovec. A to je věru dobře. Neboť nejen náš lelek kozodoj, nýbrž všichni lelkové vůbec jen prospívají hospodářství lidskému, neškodíce nikdy, začež zasluhují ochrany co nejobecnější a největší. Kdo poznal způsob života ptáků těchto z vlastní zkušenosti, musí si je oblíbiti, a jen člověk úplně neznalý a pověrčivý uvěřiti může slovům pomluvy, kterou právě vymyslila jen nevědomosť a pověrčivosť. Také tu děje se jako všude, že to, čeho nelze pochopiti, podněcuje obraznosť hlupců, že vymýšlejí si zpozdilé bajky, jež ostatní pošetilci pokládají za čistou a neomylnou pravdu. Jakkoli směšno, tož přece jisto jest, že vyskytují se až dosud lidé, kteří berou slovo kozodoj do slova, nebo lelka pokládají za noční příšeru nebo čaroděje, nebo vůbec za nějakou kouzelnou bytosť, jíž ani nelze popsati.
Život zvířat, str. 401–404
V češtině existuje (na rozdíl od jiných jazyků) rovněž idiom chytat lelky (synonymum lelkovat), jenž znamená nečinně hledět; bloumat, okounět, zevlovat. Jedna z teorií vzniku slovesa lelkovat je popsána v časopise Naše řeč z roku 1922, kde se uvádí, že se o lelcích mělo říkat, že nemají oči, a při lelkování člověk obvykle tzv. „kouká do blba“, „vejrá podobně jako výr“, který se za světla také tváří, jako by neměl zrak. Lelkovat by tedy přeneseně mělo znamenat něco ve smyslu „vypadat jako slepý lelek“. Slovník české frazeologie a idiomatiky přichází ohledně vzniku tohoto slovesa s úplně jinou hypotézou, spočívající v tom, že spojitost mezi lelkem a lelkováním má být v zívání, v koukání s otevřenými ústy (lelek ve výstražném postoji a při lovu potravy rozevírá zobák, a podobně lelkující osoba při zívání otevírá ústa). Slovník vedle toho půlvětou naznačuje možnou spojitost s kolébavým způsobem letu lelka, který patrně mohl připomínat kolébavou chůzi bloumající osoby.
Na jazykových hříčkách založených na frazému chytat lelky je vystavěna píseň Lelek Karla Plíhala, jejíž úvodní sloka zní:

Nároky nemám nijak velký,
hned po pracovní době du
tak jako vždycky chytat lelky
stará je dělá k vobědu.

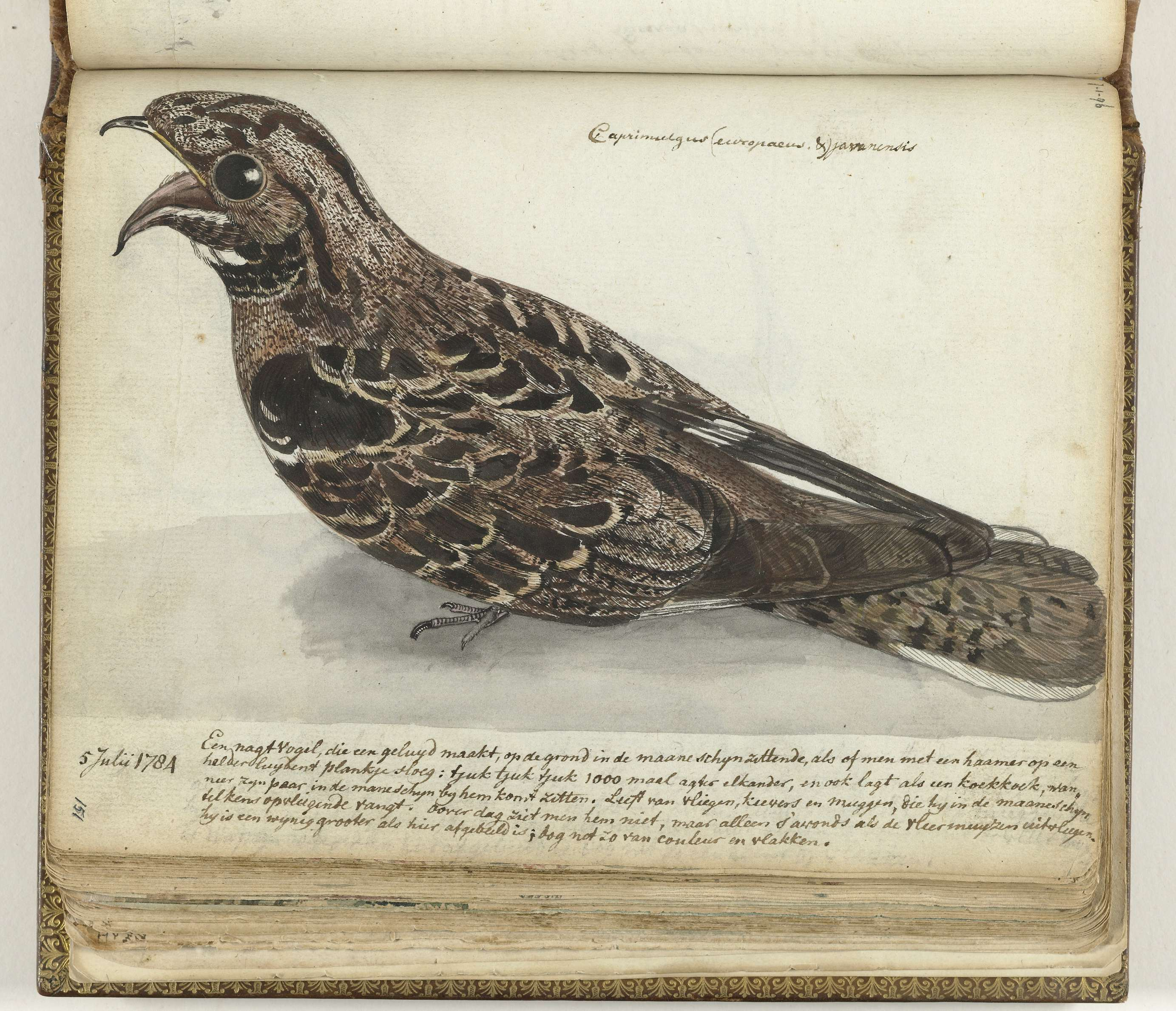
Jan Brandes, 1784
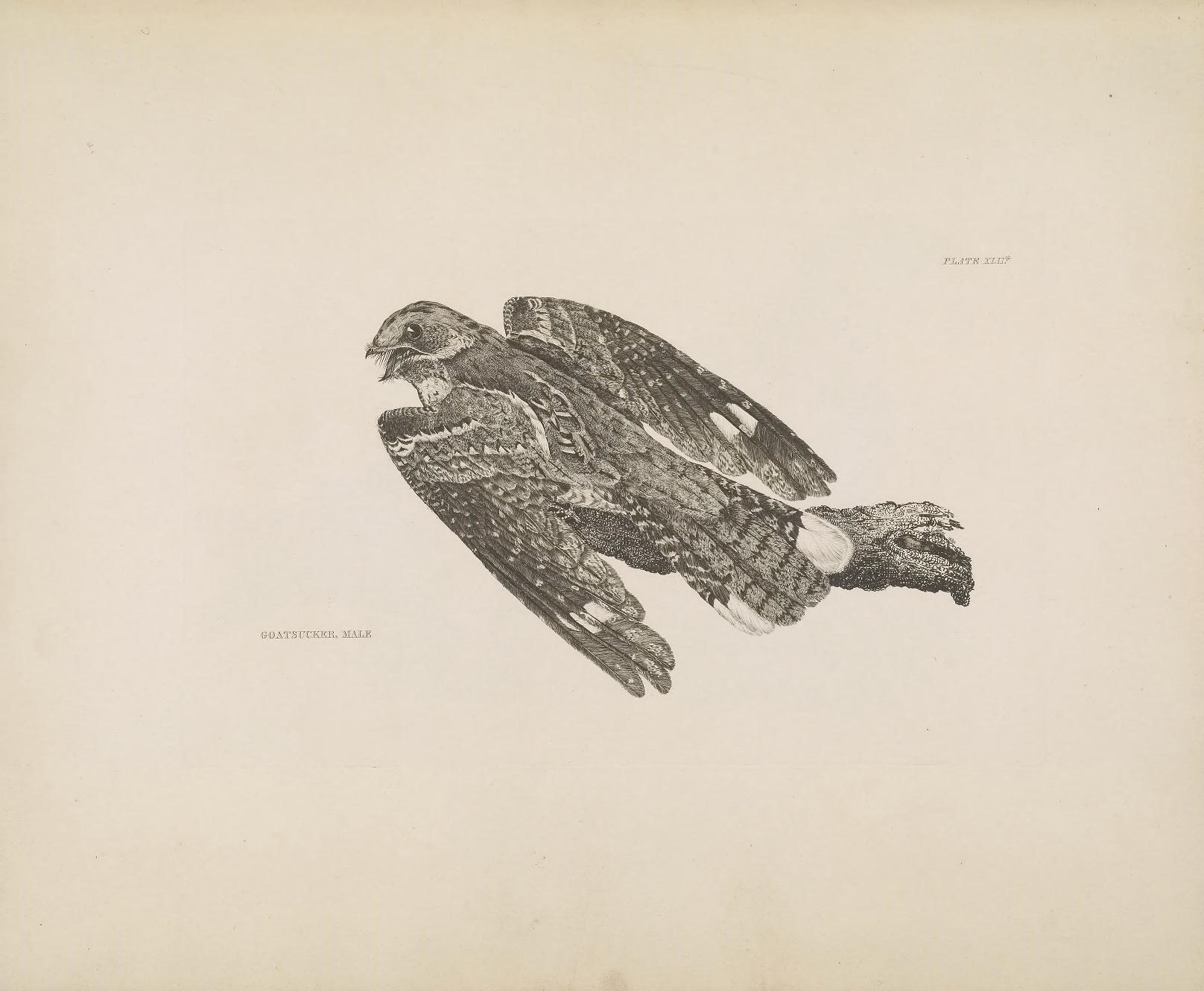
Prideaux John Selby, 1819–1834
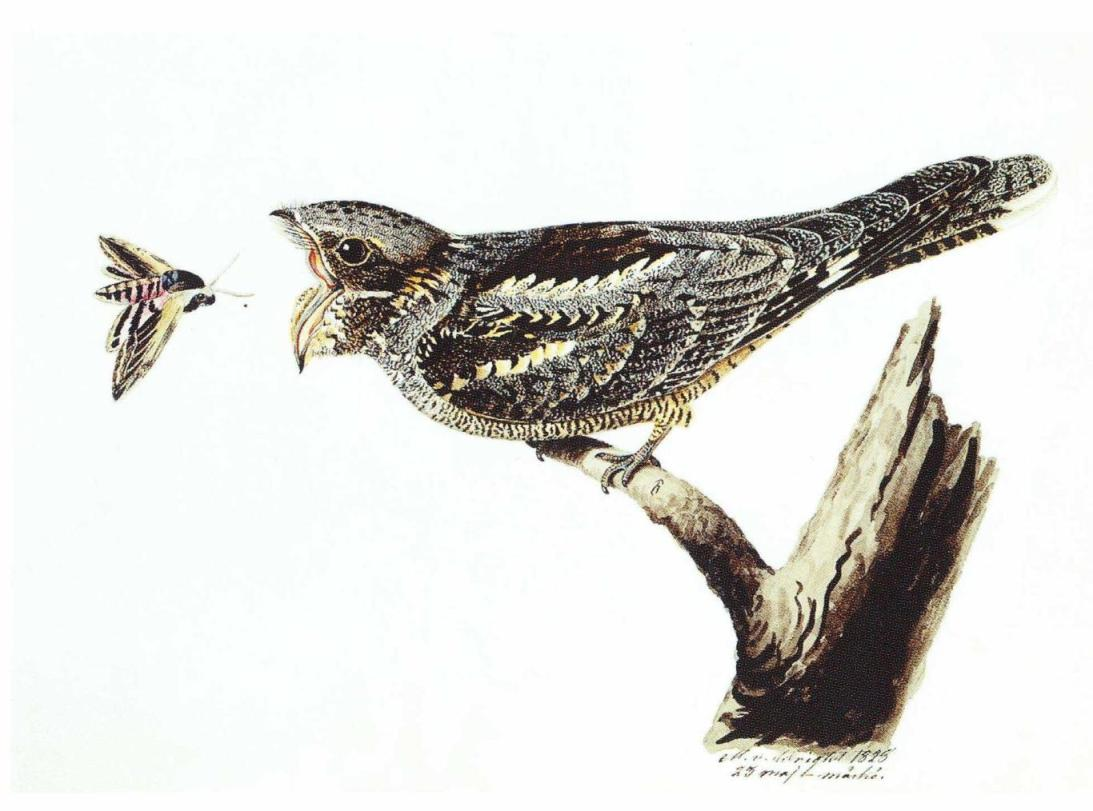
Magnus von Wright, 1828
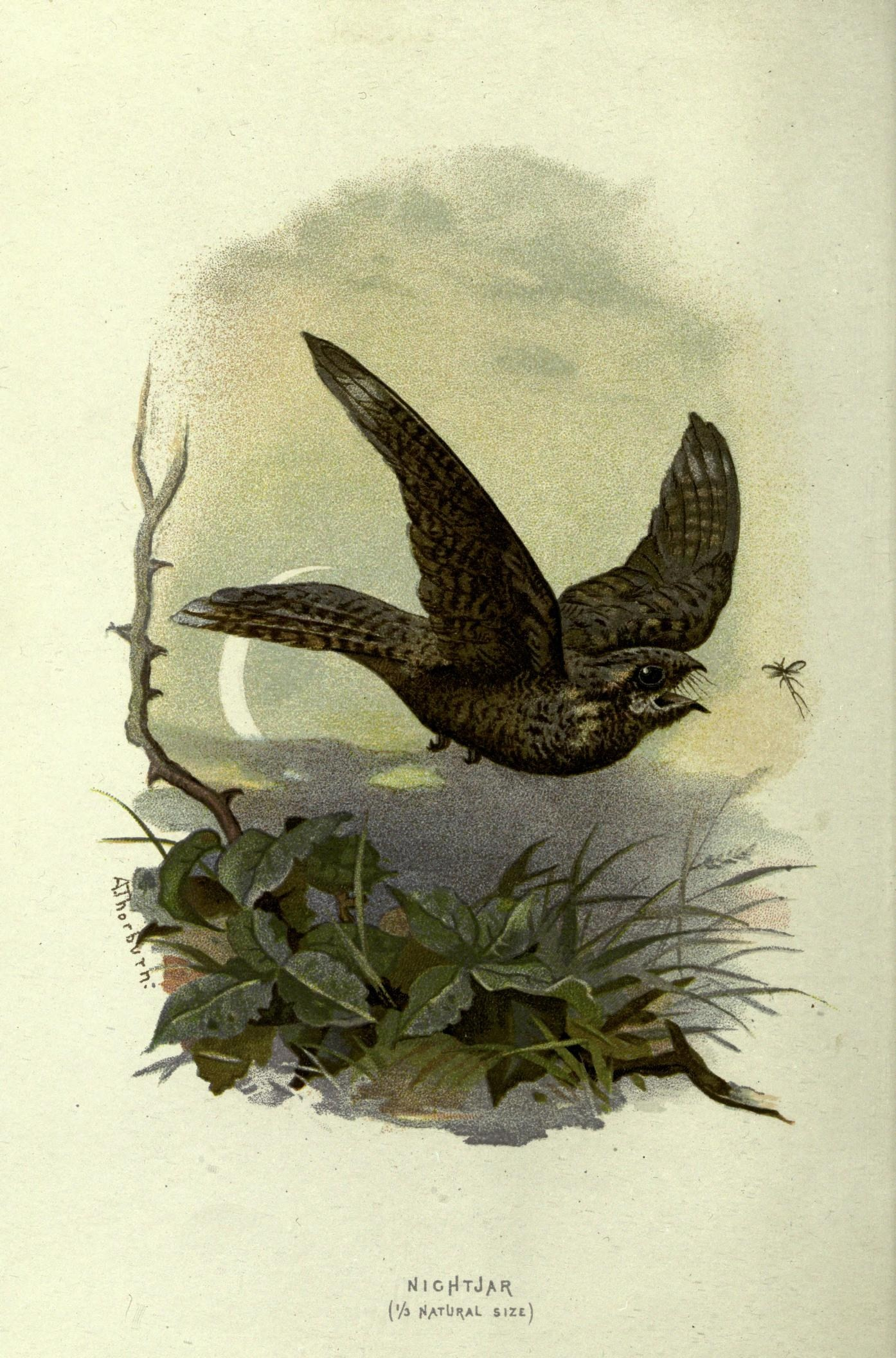
Archibald Thorburn, 1883